# فدراسیون فوتبال آسیای مرکزی
فدراسیون فوتبال آسیای مرکزی یا کافا (مخفف: CAFA) اتحادیه‌ای از فدراسیون‌های فوتبال ۶ کشور ایران، قرقیزستان، افغانستان، ترکمنستان، تاجیکستان و ازبکستان در منطقه آسیای میانه است که در سال ۲۰۱۴ برپا گردید. اگرچه که پیش از پدیدآمدن این فدراسیون، پیش‌بینی بر عضویت فدراسیون کشورهای پاکستان و مغولستان نیز بوده‌است. نیاز است گفته شود با این که فدراسیون کشور قزاقستان در منطقه آسیای میانه است، به دلیل بودن در یوفا امکان پیوستن به کافا را ندارد. این فدراسیون به رهبری فدراسیون فوتبال ایران، عضو پیشین فدراسیون فوتبال غرب آسیا و فدراسیون فوتبال افغانستان، عضو پیشین فدراسیون فوتبال جنوب آسیا ایجاد شده‌است. این نهاد برگزارکننده مسابقه‌های قهرمانی فوتبال آسیای مرکزی یا همان کافا است.

## عضوها

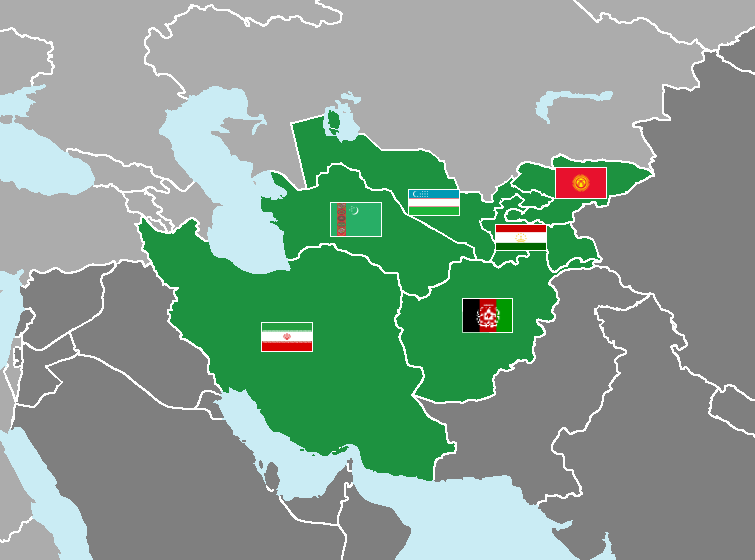
عضو‌های کافا روی نقشه

عضوها این فدراسیون عبارتند از:
- ایران (عضو بنیان‌گذار)
- افغانستان (عضو بنیان‌گذار)
- تاجیکستان
- ترکمنستان
- قرقیزستان
- ازبکستان

## پیشینه
فدراسیون‌های شش کشور در ۱۰ مه ۲۰۱۴ با سرپرست ای‌اف‌سی شیخ سلمان در‌باره توانایی ایجاد یک بخش تازه در فوتبال آسیا گفت‌و‌گو کردند. این انجمن‌ها با ابتکار ایران و افغانستان و به‌دست سرپرست ای‌اف‌سی فراخوانده شدند. در گرد‌هم‌آیی ویژه ای‌اف‌سی در روز ۹ ژوئن ۲۰۱۴ در سائو پائولو، برنامه بخش تازه بر‌نهاده شد.

## جایگاه فدراسیون‌های عضو در فیفا
| رده در کافا | رده در فیفا | دگرگونی نسبت به رده‌بندی پیشین | کشور      | شمار    |
| ----------- | ----------- | ----------------------------- | --------- | ------- |
| ۱           | ۲۰          | بی‌تغییر                       | ایران     | ۱۶۱۳/۹۶ |
| ۲           | ۶۴          | ۲                             | ازبکستان  | ۱۳۸۶/۵۸ |
| ۳           | ۹۹          | بی‌تغییر                       | تاجیکستان | ۱۲۱۶/۷۶ |
| ۴           | ۱۰۰         | ۴                             | قرقیزستان | ۱۲۱۳/۶۰ |
| ۵           | ۱۴۳         | ۲                             | ترکمنستان | ۱۰۷۲/۵۲ |
| ۶           | ۱۵۱         | ۷                             | افغانستان | ۱۰۳۶/۹۲ |

## جام نوروز
هم‌زمان با رسمی شدن بازی‌های جام عرب و برگزاری این رقابت‌ها در برنامه فیفا، کافا تصمیم به برگزاری بازی‌هایی مانند آن، با نام جام نوروز به عنوان میراث مشترک کشورهای کافا گرفت.

### برگزاری جام نوروز به میزبانی تهران
زمان برگزاری جام نوروز تا ماه آینده از سوی عضو‌های کافا اعلام می‌شود و کشور ایران نخستین میزبان آن است. حسن کامرانی‌فر دبیرکل فدراسیون فوتبال ایران همراه با روشن ایرماتف، پیشکسوت داوری آسیا از ازبکستان به عنوان مسئولان اجرایی اولین مسابقه منصوب شدند. بزرگ‌ترین چالش این مسابقه توافق با حامی مالی و زمان برگزاری مناسب است تا سطح کیفیت رقابت تضمین شود؛ این در حالی است که زمان احتمالی برگزاری این مسابقه با مسابقات فیفا و ای‌اف‌سی تداخل دارد و می‌تواند این مسابقات را با مشکل مواجه کند و موجب شود نه مردم و نه بنگاه‌های مالی میلی به آن نداشته باشند. با این حال باید دید فدراسیون فوتبال ایران چه تصمیمی در این رابطه خواهد گرفت.
چون که عید نوروز در کشورهای همچون آذربایجان و ترکیه نیز جشت گرفته می‌شود برای افزایش کیفیت جام نوروز آن‌ها هم می‌توانند در جام نوروز شرکت کنند.

## جستار‌های وابسته
- جام نوروز
- قهرمانی فوتبال آسیای مرکزی
- قهرمانی فوتبال زنان آسیای مرکزی
- مسابقات قهرمانی فوتسال آسیای مرکزی
- مسابقات قهرمانی فوتسال زنان آسیای مرکزی